# André Kana-Biyik
André Kana-Biyik (Sackbayeme, 1965. szeptember 1. –) kameruni válogatott labdarúgó.

## Pályafutása

### Klubcsapatban
Pályafutását 1986-ban a Diamant Yaoundé  csapatában kezdte. Két évvel később Franciaországba igazolt az FC Metz csapatához. 1990 és 1994 között a Le Havre játékosa volt. 

### A válogatottban
1986 és 1994 között 80 alkalommal szerepelt a kameruni válogatottban és 15 gólt szerzett. Részt vett az 1990-es és az 1994-es világbajnokságon, illetve az 1986-os, az 1990-es és az 1992-es Afrikai nemzetek kupáján és tagja volt az 1988-ban Afrikai nemzetek kupáját nyerő válogatottak keretének is.

## Magánélete
Két fia, Jean-Armel és Enzo is labdarúgók, a korábbi hatszoros kameruni válogatott volt, míg az utóbbi francia utánpótlás-válogatott, és 2025 óta a Manchester United játékosa.

## Sikerei, díjai
Kamerun
- Afrikai nemzetek kupája (1): 1988